# مارك لويس
مارك لويس (بالإنجليزية: Mark Lewis)‏ هو سياسي أسترالي، ولد في 27 نوفمبر 1957 في أستراليا. حزبياً، نشط في حزب أستراليا الليبرالي (شعبة أستراليا الغربية). وقد انتخب Member of the Western Australian Legislative Council ‏ عن دائرة Mining and Pastoral Region ‏ (22 مايو 2013 – 21 مايو 2017).